# Interligas de Lima 2025
El Torneo Provincial de Lima de la Copa Perú 2025, conocido como Torneo Interligas de Lima 2025, es la 49ª edición de la etapa provincial de Lima. El torneo otorga tres cupos para la Etapa Departamental de Lima. FBC Juniors de América consigue el título del campeonato y el pase a la etapa departamental. Los clubes Deportivo El Sol y el Defensor Lubricantes, logran subcampeonato y mejor tercero respectivamente y su ascenso a la etapa departamental.

## Participantes
En esta edición, participarán 144 equipos:
| Distrito                                | Equipo                                                                             | Vía de clasificación                                                      |  |
| --------------------------------------- | ---------------------------------------------------------------------------------- | ------------------------------------------------------------------------- |  |
| Ancón 3 cupos                           | Olympiakos Atlético AFS ADC San Antonio                                            | Campeón Distrital Subcampeón Distrital Tercero Distrital                  |  |
| Ate 4 cupos                             | Deportivo Sol de Vitarte Unión Minas Etiflex FC Real Olímpico                      | Campeón Distrital Subcampeón Distrital Tercero Distrital Cuarto Distrital |  |
| Barranco 3 cupos                        | Diablos Rojos Los del Parque Olímpico Perú                                         | Campeón Distrital Subcampeón Distrital Tercero Distrital                  |  |
| Breña 3 cupos                           | Sueños de Esperanza Carasucias Nacional Lima FC Semillero San Gabriel              | Campeón Distrital Subcampeón Distrital Tercero Distrital                  |  |
| C. P. de Canto Grande 3 cupos           | Parque Los Ficus Simplemente Motupe Chacarita Juniors                              | Campeón Subcampeón Tercero                                                |  |
| Carabayllo 4 cupos                      | Geotecnia FC Atlético Áncash EBF Innova Atlético Santa Isabel                      | Campeón Distrital Subcampeón Distrital Tercero Distrital Cuarto Distrital |  |
| Cercado de Lima 3 cupos                 | Juventud Villa María Perpetuo Socorro Soccer Boys Perú                             | Campeón Distrital Subcampeón Distrital Tercero Distrital                  |  |
| Chaclacayo 3 cupos                      | La Era FBC Huracán Junior Fraternidad Villa Rica                                   | Campeón Distrital Subcampeón Distrital Tercero Distrital                  |  |
| Chorrillos 4 cupos                      | FC Marcavilca Cultural Lima E. T. E. Real Juventus                                 | Campeón Distrital Subcampeón Distrital Tercero Distrital Cuarto Distrital |  |
| Cieneguilla 3 cupos                     | Athletic Blaz Deportivo Huracán Cieneguilla Club Deportivo La Libertad             | Campeón Distrital Subcampeón Distrital Tercero Distrital                  |  |
| C. P. de Collique 3 cupos               | Unión Collique Hijos de Canas Collique FC                                          | Campeón Subcampeón Tercero                                                |  |
| Comas 4 cupos                           | Atlético 2 de Mayo Cultural Géminis Sport Juventud Comas Atlético Juventud Comas   | Campeón Distrital Subcampeón Distrital Tercero Distrital Cuarto Distrital |  |
| El Agustino 3 cupos                     | Parques del Agustino Unión Estudiantil Academia Barcelona FC                       | Campeón Distrital Subcampeón Distrital Tercero Distrital                  |  |
| C. P. de Huaycán 3 cupos                | Talentos Sport Academia Guiofa Alberto Líder                                       | Campeón Subcampeón Tercero                                                |  |
| Independencia 4 cupos                   | Independiente Sacachispas Atlético Cimarrón Sánchez Carrión Hurin Cuzco            | Campeón Distrital Subcampeón Distrital Tercero Distrital Cuarto Distrital |  |
| Jesús María 3 cupos                     | Arsenal Lawn Tennis Atlético Minero Atlético Juventud Abancay                      | Campeón Distrital Subcampeón Distrital Tercero Distrital                  |  |
| C. P. de José Carlos Mariátegui 3 cupos | Kurmi Soccer Juniors Melgar San Gabriel Soccer Javier Heraud                       | Campeón Subcampeón Tercero                                                |  |
| La Molina 4 cupos                       | Sport Roys Asociación Viña Alta Atlético Internacional Cristiano Deportivo Zúñiga  | Campeón Distrital Subcampeón Distrital Tercero Distrital Cuarto Distrital |  |
| La Victoria 3 cupos                     | Cosmos 2001 Pedro Labarthe Unión Misti                                             | Campeón Distrital Subcampeón Distrital Tercero Distrital                  |  |
| Lince 3 cupos                           | Puerto Chala Deportivo Lari Academia Casta                                         | Campeón Distrital Subcampeón Distrital Tercero Distrital                  |  |
| Los Olivos 4 cupos                      | Cachorros de Naranjal Fútbol Training JAC Junior Héctor Chumpitaz                  | Campeón Distrital Subcampeón Distrital Tercero Distrital Cuarto Distrital |  |
| Lurigancho-Chosica 3 cupos              | Juventud Apurímac Fútbol Club Felino Defensor Nicolás de Piérola                   | Campeón Distrital Subcampeón Distrital Tercero Distrital                  |  |
| Lurín 3 cupos                           | Social Audaces Simón Bolívar Águilas de Punta Hermosa                              | Campeón Distrital Subcampeón Distrital Tercero Distrital                  |  |
| Magdalena del Mar 3 cupos               | Jirón Miraflores Municipal Magdalena La Tribu Sport                                | Campeón Distrital Subcampeón Distrital Tercero Distrital                  |  |
| C. P. de Mateo Pumacahua 3 cupos        | Jockey FC CEAR FC Internacional Sporting                                           | Campeón Subcampeón Tercero                                                |  |
| Miraflores 3 cupos                      | MIVA Football Soccer School ADC Jungla El Diamante                                 | Campeón Distrital Subcampeón Distrital Tercero Distrital                  |  |
| Pachacámac 3 cupos                      | Real Atocongo Alfonso Ugarte Independiente Pachacamac                              | Campeón Distrital Subcampeón Distrital Tercero Distrital                  |  |
| Pueblo Libre 3 cupos                    | Estrella Azul Sportivo AELU Atlético CAZ                                           | Campeón Distrital Subcampeón Distrital Tercero Distrital                  |  |
| Puente Piedra 3 cupos                   | Real Atocongo Alfonso Ugarte Independiente Pachacamac                              | Campeón Distrital Subcampeón Distrital Tercero Distrital                  |  |
| Rímac 3 cupos                           | Olimpya de Campeones Unidad Vecinal del Rímac Deportivo Ramón Espinoza             | Campeón Distrital Subcampeón Distrital Tercero Distrital                  |  |
| San Bartolo 3 cupos                     | San Cristóbal El Kaiser FC Águilas de Chacna                                       | Campeón Distrital Subcampeón Distrital Tercero Distrital                  |  |
| San Borja 4 cupos                       | Juventud Santa Rosa Cobresol Junior Papa Juan XXIII Torito FC                      | Campeón Distrital Subcampeón Distrital Tercero Distrital Cuarto Distrital |  |
| San Isidro 3 cupos                      | Inmaculada Apremasur USMP Regatas Lima                                             | Campeón Distrital Subcampeón Distrital Tercero Distrital                  |  |
| San Juan de Lurigancho 4 cupos          | Defensor Lubricantes Academia Espinoza Defensor SJL Victorias Atlético Piedra Liza | Campeón Distrital Subcampeón Distrital Tercero Distrital Cuarto Distrital |  |
| San Juan de Miraflores 3 cupos          | Íntimos de Alemana Federal Santa Rosa FBC Cultural 13 de Enero                     | Campeón Distrital Subcampeón Distrital Tercero Distrital                  |  |
| San Luis 3 cupos                        | Defensor Los Sauces Rayma FC Academia San Juan                                     | Campeón Distrital Subcampeón Distrital Tercero Distrital                  |  |
| San Martín de Porres 4 cupos            | Atlético Relámpago Virgen de Guadalupe Potrillos SMP Internacional de Lima         | Campeón Distrital Subcampeón Distrital Tercero Distrital Cuarto Distrital |  |
| San Miguel 3 cupos                      | Juventud Zela Barcelona Miramar Academia San Juan                                  | Campeón Distrital Subcampeón Distrital Tercero Distrital                  |  |
| Santa Anita 4 cupos                     | Cultural Los Molles Estrella Roja de Huáscar Virgen de Chapi FC Halcones de Viña   | Campeón Distrital Subcampeón Distrital Tercero Distrital Cuarto Distrital |  |
| Santiago de Surco 3 cupos               | Selección de Surco Juventud Talana Somos Olímpicos                                 | Campeón Distrital Subcampeón Distrital Tercero Distrital                  |  |
| Surquillo 4 cupos                       | AFE Cosmos Arroyito FC Atlético Oyolo Puro Fútbol FC                               | Campeón Distrital Subcampeón Distrital Tercero Distrital Cuarto Distrital |  |
| Villa El Salvador 3 cupos               | Nueva Juventud Arriba Huracán DR Ipsher Asociación Cosmos                          | Campeón Distrital Subcampeón Distrital Tercero Distrital Cuarto Distrital |  |
| Villa María del Triunfo 4 cupos         | Vecinos y Amigos Unión Juventud Santa Rosa Juniors de América                      | Campeón Distrital Subcampeón Distrital Tercero Distrital Cuarto Distrital |  |

## Sistema de juego
144 equipos participan en este torneo, los cuales se clasificaron mediante sus distintas ligas distritales.

### Fase de grupos
Los 144 equipos se dividen en 36 grupos de 4 equipos cada uno, siendo agrupados por cercanía geográfica. Los equipos de cada grupo se enfrentan en modalidad de todos contra todos a una sola rueda, teniendo cada equipo un partido como local, uno como visitante y uno en cancha neutral. Culminadas las tres fechas, los dos primeros puestos de cada grupo clasificarán a la siguiente fase. Posteriormente a la tercera fase.

### Fase final
Los juegos de la fase final se juegan a partido único en cancha neutral.
- En las Fases 2 y 3, en caso de empate tras el tiempo reglamentario se disputará una tanda de penales.
- Desde la Fase 4[4] en adelante, en caso de empate tras el tiempo reglamentario se disputará una prórroga de 30 minutos, posteriormente una tanda de penales en caso persistir la igualdad.

Los dos equipos que lleguen a la final avanzarán a la etapa departamental, además de disputarse el título del campeonato. 
En la etapa semifinal, El Deportivo El Sol de Vitarte vence por 1-0 al Defensor Lubricantes de San Juan de Lurigancho. Mientras, FBC Juniors de América de Villa María del Triunfo derrotó 2-1 al Inmaculada Apremasur de San Isidro. Ambos equipos definirán el campeonato y subcampeonato del presente torneo. A su vez, Defensor Lubricantes y Inmaculada Apremasur se enfrentarán para definir el tercer y cuarto puesto de la Interligas y el tercer cupo a la etapa departamental.
Finalmente, FBC Juniors de América  derrota 1-0 al Deportivo El Sol. Con ello, consigue el título del campeonato. Mientras tanto, Defensor Lubricantes consigue el tercer puesto tras derrotar por 2-1 a Inmaculada Apremasur.